# Товарищество Г. Н. Христофорова и компания
Товарищество Г. Н. Христофорова и компания, в эпоху СССР Симферопольский экспериментальный винодельческий завод № 1, с 1990 года Винодельческий завод «DIONIS» — винодельческое предприятие вторичного виноделия туннельного типа, основанное в 1853 году и виноторговая компания. Крупнейший советский производитель марочных хересов. Основные производственные мощности находятся в Симферополе.

## История

### Российская империя
Основатель винзавода — Георгий Николаевич Христофоров. Из-за напряжённости в преддверии Крымской войны российское военное ведомство решило приблизить пороховые арсеналы к театру боевых действий. На северо-восточной окраине города Симферополь в скальном известняковом массиве были вырублены огромные погреба, которые оказались непригодными для хранения пороха из-за близкого залегания грунтовых вод. В 1853 году купец Г. Н. Христофоров выкупил у военного ведомства подземные пороховые склады на ул. Салгирная, превратив в помещения для выдержки вин. Так возник один из первых винзаводов туннельного типа в Крыму и виноторговая фирма.
К началу 90-х годов XIX века производство вина на землях помещиков в Крыму возросло, и площади под виноградом составили более 5 тысяч гектар, но ранее проблемы логистики не позволяли осуществлять вывоз. Они решились с пуском в 1875 году Лозово-Севастопольской железной дороги. С 1880-х торговыми домами Таюрского, Христофорова, Такопуло, Шептулина и другими было начат правильный сбыт для южнобережных вин. Виноторговые фирмы закупали качественные виноматериалы (сусло) у помещиков южнобережья и изготовляли свои вина по строгой технологии. Известны крупные винодельческие торговые фирмы П. И. Губонина (Гурзуф), Токмакова и Молоткова (Алушта), Таюрского (Кастель). Но главной торговой фирмой в Крыму было «Товарищество Г. Н. Христофорова» (Симферополь). В 1891 году рядом с погребами им были отстроены производственные помещения и доходный дом, в котором размещалась главная контора и заезжий двор. К 1900 году товарищество вошло в число известных в России и за её пределами поставщиков высококачественных вин.

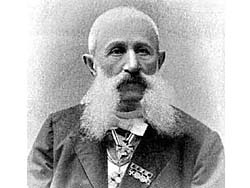
Георгий Николаевич Христофоров (1833—1902) — российский купец 1-й гильдии, винодел, виноторговец и меценат

Продукция реализовывалась через сеть собственных магазинов в крупнейших городов Российской империи. К 1904 году основной капитал фирмы составил 500 000 рублей золотом. Вина продавались в Москве на Тверской, в Киеве, Харькове, Одессе, Орле и в самом Крыму.
Устав товарищества был утверждён лично императором Николаем II в Ливадии 20 ноября 1898 года. В 1904 году была получена первая награда за херес, произведённый за пределами Испании.
Г. Н. Христофоров был одним из меценатов Симферополя. На его средства в 1880 году была построена церковь во имя святого Александра Невского при Симферопольской мужской казённой гимназии, построен доходный дом, построен первый каменный мост через реку Салгир, финансировались городская больница, женская гимназия. За эти гражданские заслуги перед городом и его населением, местная общественность и духовенство ходатайствовали перед императором Николаем II о присвоении купцу-меценату — дворянского титула, который был ему высочайше пожалован 2 июня 1902 года. Он не успел об этом узнать поскольку скончался в этот день.
После смерти Г. Н. Христофорова три его сына Глеб, Георгий и Ксенофонт успешно продолжили дело, доведя доход «Товарищества» до 100 тысяч рублей золотом в год. Все сыновья покинули Крым в 1919 году: один эмигрировал в Грецию, а два других уехали во Францию и в США.

### Советский период
Предприятие переходило из рук в руки сменявшихся правительств. Вино продавали за границу в обмен на хлеб. При эвакуации врангелевской армии из Крыма  стоведровые бочки были разбиты и потоки вина текли по нынешнему проспекту Кирова к Салгиру. В 1921 году «Товарищество виноторговли» национализировали и к середине 1930 годов на его базе был организован винзавод, вошедший в состав Крымвинпромтреста, преобразованный затем в «Симферопольский экспериментальный винзавод № 1». В 1922—1923 годах знаменитую голицынскую коллекцию вместе с винами царских погребов Ливадийского дворца, винами из подвалов Губонина, Христофорова, Токмакова, Княжевича и некоторых других бывших владельцев винодельческих хозяйств Крыма передали в «Массандру».
В апреле 1944 года предприятие пострадало при отступлении фашистских войск, которыми в Симферополе уничтожались ценные объекты инфраструктуры. Практически все наземные сооружения предприятия были уничтожены пожаром, и снова вино лилось потоками по тротуарам. Тогда же погибла коллекция вин, заложенная самим Г. Н. Христофоровым, и все документы. Новая коллекция вин завода создана из вин послевоенного времени.
В 1951 году был организован хересный цех. В 1956 году цех переформирован в отдельное хересное производство с ежегодным объёмом в 40000 декалитров. В 1958 году марочный херес был награждён Большой золотой медалью в Будапеште.
В 1920-е годы это было крупнейшее в Крыму и в СССР винодельческое производство, выпускающее 17 % всей винопродукции Крымвинпромтреста.
К 1967 году завод выпускал ежегодно 1 миллионов декалитров вина. Завод отнесли к числу опытно-экспериментальных предприятий, где организовали научно-исследовательскую группу.
В 1968 году Министерством пищевой промышленности СССР хересное производство завода было признано лучшим в стране по итогам соревнований среди аналогичных цехов. В 1970-х — начале 1980-х завод выпускал до 35 наименований различных алкогольных напитков, достигнув наибольшей производительности за свою историю. К этому времени завод выпускал ежегодно до двух миллионов декалитров вин и крепких напитков.

### Украина
В 1995 году завод оказался на грани банкротства. Возрождением предприятия занимался днепропетровский капитал. В 2004—2006 году проведена техническая реконструкция — построено и затем модернизировано спиртохранилище на 60 тонн. В эти годы марочный херес завода отмечен многими международными призами.

### Российская Федерация
В 2014 году предприятие было национализировано. Совет министров Республики Крым распорядился провести аукцион по продаже имущества, находящегося в арендном пользовании ООО "Винодельческое предприятие «Дионис» до 21 марта 2020 года.
Имущественный комплекс винодельческого предприятия был приобретен за 83 миллиона рублей местной строительной компанией «Профессионалстрой» для возведения на участке старинного винзавода зданий жилого и общественно-делового назначения.
В ходе проверки помещений завода Межрегиональным управлением Росалкогольрегулирования по Южному федеральному округу 10 октября 2021 года  установлен факт оборота (хранения), спиртосодержащей продукции без соответствующей лицензии. В 32 емкостях обнаружено свыше 457,6 тысяч литров виноматериалов. В 2022 году закончилась история старейшего предприятия вторичного виноделия туннельного типа в Крыму — новым собственником начался демонтаж зданий на территории винзавода. В 2023 году уничтожены тоннели, началось строительство жилищного комплекса «Парк Сити».

## Продукция
Предприятие за годы своего существования производило разнообразный ассортимент вин от сухих до крепких и десертных, причём наиболее знаменит именно Херес.
Виноматериалы закупались товариществом в поместьях Южного берега Крыма, вина производились в большом ассортименте, насчитывающем до 100 наименований. Это были разные портвейны, церковное, кагор густой, мускат чёрный, лиссабонское, изабелла, захардинское опорто, цимлянское (игристое), мускатель старый, мадера, сотерн, токай, вяленое, шато-икем, рейнвейн, пино, лафит, бордо, херес, кипрское, шабли, венгерское, мерло. Многие из них участвовали в международных выставках и около 200 раз награждались золотыми и серебряными медалями, а также высшими наградами — «Гран-При» во Франции, Австрии, Италии, Бельгии. В ассортименте христофоровских вин особо выделялся фирменный херес. Продавался он как «Южнобережное крымское вино № 37 херес. Товарищество Г. Н. Христофорова, г. Симферополь». На его оригинальных этикетках изображены 12 золотых медалей и знак Гран-При, полученный в Париже в 1904 и 1905 годах. Именно под торговой маркой местного производителя «Товарищества Христофорова» появился первый отечественный херес в Российской империи, которая была в то время крупнейшим потребителем хереса. Известностью в Москве пользовался вермут «Товарищества Н. Н. Христофорова».
Николай II неоднократно награждал Г. Н. Христофорова «за выдающееся усердие в развитии виноделия и высокое международное признание плодов его труда». Многие вина Христофорова в те годы участвовали в международных выставках и около 200 раз награждались золотыми и серебряными медалями, а также высшими наградами — «Гран-При» во Франции, Австрии, Италии, Бельгии
Советский завод, носивший название «Симферопольский экспериментальный винодельческий завод № 1», был известен своими ординарными и марочными столовыми, крепкими, десертными винами, яблочным сидром, коньяком. Среди вин особо выделялся марочный херес..
В советский период это было крупнейшее в Крыму производство, выпускающее 17 % всей винопродукции Крымвинпромтреста. Его широкий ассортимент составляли столовые, полусладкие, крепкие, десертные вина, коньяки, яблочный сидр, широко известные в СССР и в странах социалистического лагеря. Сухой херес (0,2об%) завод Дионис экспортировал в некоторые страны Западной Европы. В 1949 году высококачественный херес завода решением Центральной дегустационной комиссии Главвино СССР получил право именоваться марочным под названием «Херес Крымский». В 1968 году Министерством пищевой промышленности СССР хересное производство завода было признано лучшим в стране по итогам соревнований среди аналогичных цехов. Таким образом, завод сформировался и как крупнейший производитель отечественных марочных хересов, представляющих особую элитную группу уникальных крымских вин. В 1970 — начале 1980 годов завод выпускал до 35 наименований различных алкогольных напитков, достигнув наибольшей производительности за свою историю. В начале-середине 1990 годов «Симферопольский экспериментальный завод № 1» перешёл в 1990 году на арендную форму хозяйствования под новым названием «DIONIS». В среднем с трёх линий розлива предприятия сходило в год до 5-6 миллионов бутылок вина 20-25 наименований.
В течение 1990 годов продукция завода была отмечена 32 медалями, из которых 16 золотыми и 7 серебряными — марочные хереса. В эти годы завод был удостоен и многих международных призов: клуба «Лидеров торговли» (Мадрид), «Эртсмейкер» (Мальта), Клуба европейского журнала «Туризм, производство и коммерция» (Мадрид), наградой «Золотой Орёл» (Париж), Гранд призом «Лидер престижа и качества 99» (Мадрид), рядом других. За 2005 год продукция завода была удостоена 7 золотыми, 10 серебряными и 3 бронзовыми медалями а также кубком Гран-при в номинации «За высшее качество».

### Херес
Завод производил три марки вина типа херес. Вино производилось по особой технологии, отличающейся от технологий производства вин других типов — «хересование» . В производстве хереса используются особые пленкообразующие дрожжи (выдержка под флором). Хересное производство завода было признано лучшим в СССР. Высококачественный херес завода получил право именоваться марочным под названием «Херес Крымский».

## Производственные цеха

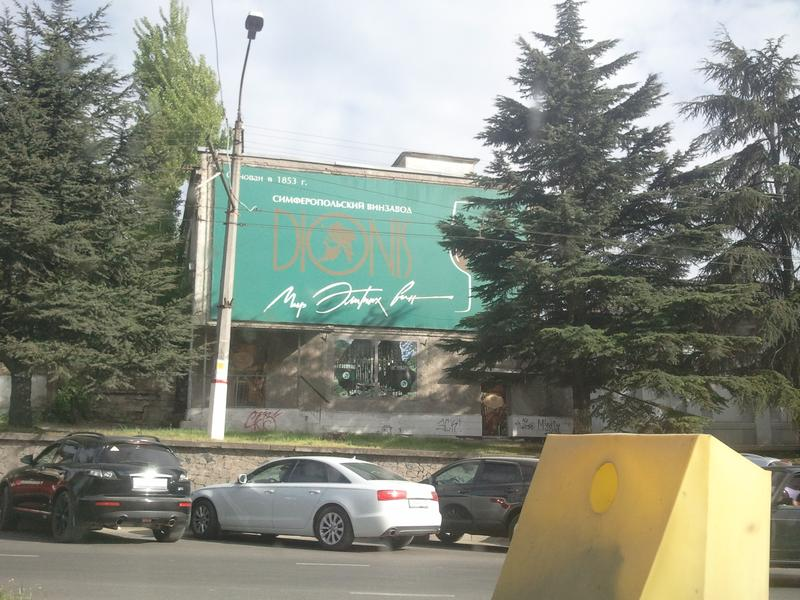
Симферопольский винзавод
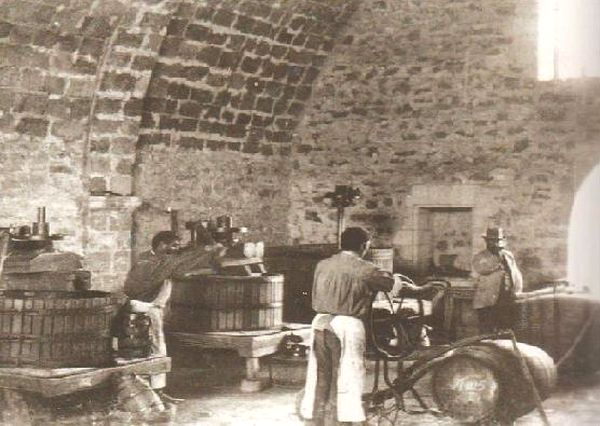
Симферопольский винзавод в конце 19 века
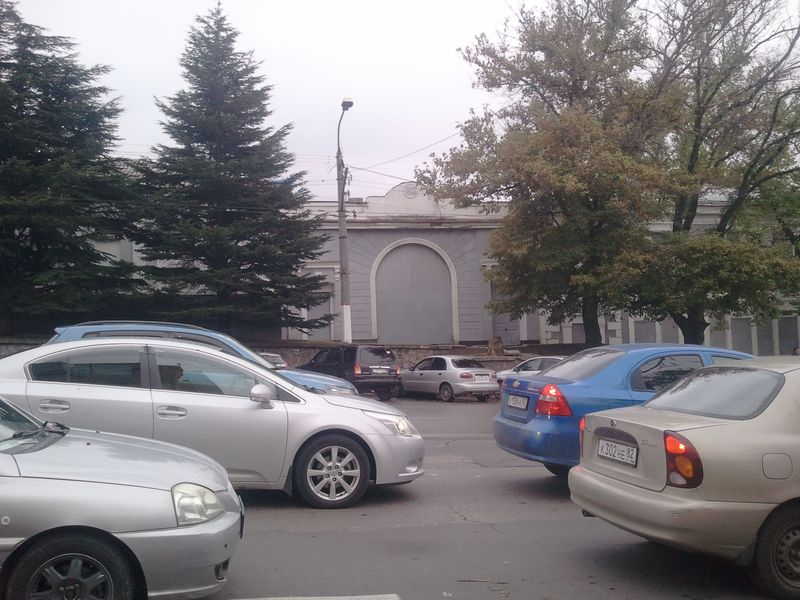
Старинные ворота Симферопольского винзавода
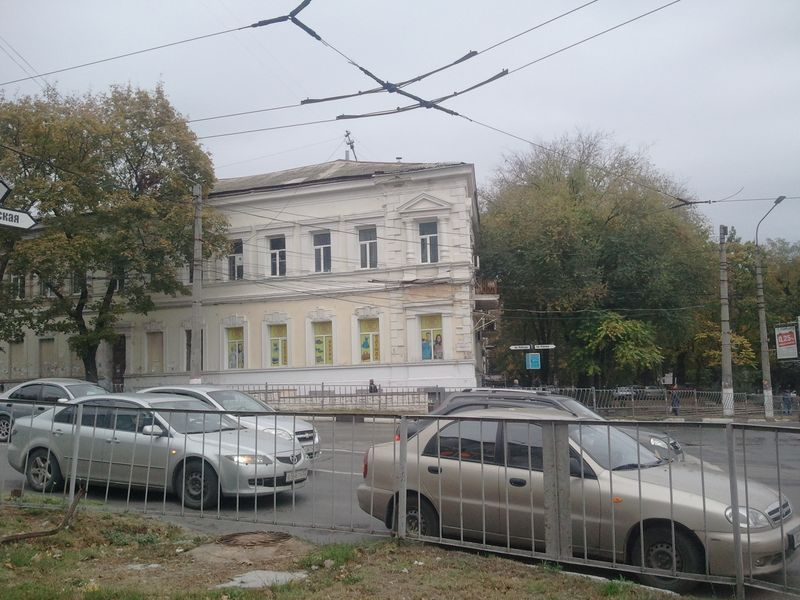
Здание бывшего доходного дома Христофорова в Симферополе.

Завод занимает территорию на улице Грибоедова площадью 1,98 гектара. Цех виноматериалов имеет 78 ёмкостей, суммарным объёмом около 124,8 тысяч декалитров. Цех выполняет работы по приёмке, хранению, обработке и купажированию виноматериалов, приготовлению вина, его отдыху и подаче вина в напорное отделение цеха розлива. Хересный цех состоит из четырёх помещений, три из которых подземные. В помещениях цеха установлено 74 ёмкости общим объёмом около 134,4 тысяч декалитров. В цехе выполняются работы по приёмке сухих виноматериалов, купажированию хересного материала, докреплению его до 16%-го содержания спирта этилового, с подачей свежего виноматериала под хересную плёнку, выдерживают под плёнкой в течение 9 месяцев, снимают из-под плёнки виноматериал, обрабатывают теплом и отправляют на выдержку в дубовых бочках в течение 2-х лет. После выдержки херес фильтруется и подаётся в напорное отделение цеха розлива. В цехе розлива расположены две линии розлива производительностью 1800 и 6000 бутылок в час. Цех принимает вино в напорное отделение и производит розлив вина в бутылку ёмкостью 0,7 л, закупоривает бутылку корковой пробкой. Термоусадочным колпачком, наклеивается акцизная марка, этикетка и контрэтикетка, после чего бутылка попадает на склад готовой продукции.